# Jan Ujma
Jan Ujma (ur. 15 kwietnia 1952 w Częstochowie) – polski duchowny katolicki, kanonik, proboszcz parafii Matki Bożej Królowej Pokoju w Warszawie, instruktor Związku Harcerstwa Polskiego w stopniu podharcmistrza.
Do lipca 2009 sprawował posługę duszpasterską w parafii pod wezwaniem św. Tadeusza Apostoła na warszawskiej Sadybie, gdzie miał status rezydenta. Przez kilka lat sprawował tam w każdą niedzielę Mszę Świętą o godz. 11. Od 1990 do 2009 był prefektem VI Liceum Ogólnokształcącym im. Tadeusza Reytana w Warszawie. W latach 1995–2008 pełnił funkcję Naczelnego Kapelana Związku Harcerstwa Polskiego. Decyzją Episkopatu Polski, 7 marca 2008 zastąpił go w tej roli ks. phm. Ronald Kasowski.
W 2006 postać księdza Ujmy często pojawiała się w mediach, kiedy zaprotestował on przeciw zorganizowaniu w VI Liceum Ogólnokształcącym „Dni Tolerancji” i zaproszeniu do szkoły Roberta Biedronia z Kampanii Przeciw Homofobii. Dyskusja medialna na ten temat toczyła się m.in. w Gazecie Wyborczej i Polityce.